# Kyung-Yung Lee
Kyung-Yung Lee (* 4. Dezember 1966 in Gyeongsangbuk-do, Südkorea) ist ein ehemaliger südkoreanischer Boxer im Strohgewicht. 

## Profikarriere
Im Jahre 1985 begann er erfolgreich seine Profikarriere. Am 14. Juni 1987, bereits in seinem 11, Kampf, boxte er gegen Masaharu Kawakami um den Weltmeistertitel des Verbandes IBF und gewann durch K. o. Diesen Gürtel verlor er allerdings bereits in seiner ersten Titelverteidigung Ende Januar des darauffolgenden Jahres an Hiroki Ioka.
Im Jahre 1993 beendete er seine Karriere.